# Underground Electric Railways Company
Underground Electric Railways Company of London Limited (UERL) fou un holding d'empreses ferroviàries. Agrupava tres "deep-level tube", línies de metro de gran profunditat del metro de Londres que foren construïdes a Londres a la primera dècada del segle xx. L'empresa es va establir el 1902 per un americà anomenat Charles Yerkes que també va estar molt implicat en sistemes de transport públic a Chicago.
Finalment el 1933 va passar a mans públiques i les diferents línies del metro de Londres van passar a formar part d'una única empresa pública, la London Passenger Transport Board.
Les tres línies que es van construir van ser:
- Charing Cross, Euston & Hampstead Railway (CCE&HR), ara part de Northern Line.
- Baker Street & Waterloo Railway (BS&WR), més tard anomenada Bakerloo Line.
- Great Northern, Piccadilly & Brompton Railway (GNP&BR), ara part de Piccadilly Line, format de:
  - Great Northern & Strand Railway (GN&SR).
  - Brompton & Piccadilly Circus Railway (B&PCR).
  - Part d'una línia planificada de MDR però no construïda.